# Peter Vetsch
Peter Vetsch (Sax, 14 marzo 1943) è un architetto svizzero.
È noto in primo luogo per le sue costruzioni di case di terra.

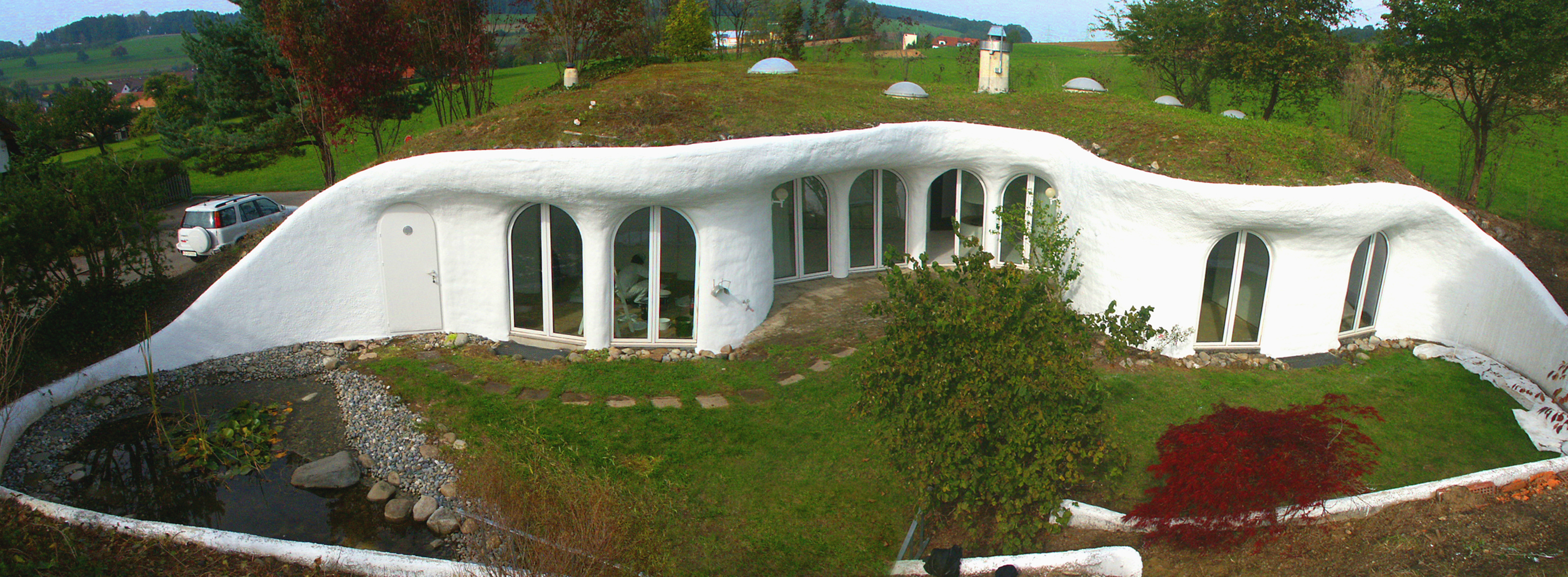
case di terra (Peter Vetsch)

## Biografia
Dal 1950 al 1956 frequenta la scuola elementare a Sax, frazione del Comune di Sennwald; successivamente, fino al 1959, la scuola media a Frümsen. Fino al 1962 segue i corsi della Scuola agraria di Cernier nel (Cantone di Neuchâtel) presso la quale ottiene il diploma. Fino al 1965, fa un tirocinio in qualità di disegnatore edile a Winterthur. Dal 1965 al 1966 lavora presso uno studio di architetti a San Gallo.
Negli anni seguenti s'iscrive all'Accademia statale di arte a Düsseldorf presso cui consegue la laurea nel 1970. Dal 1971 al 1974 è attivo presso gli studi degli architetti Krass (Düsseldorf) e Hasler (Zurigo).

## Attività professionale
Dal 1974 gestisce un proprio studio di architetto a Zumikon (Zurigo) e dal 1978, a Dietikon (Zurigo), dove lavora come architetto.
Dal 1974, è pioniere nel campo delle case di terra. In tutto il mondo, egli è l'unico architetto ad aver realizzato oltre 47 case di terra. Oltre alle case di terra, costruisce anche strutture tradizionali. Il suo interesse principale è l'architettura ecologica e rispettosa dell'ambiente.
Dalla fine degli anni settanta ha fatto parlare di sé grazie alle case di terra. Per mezzo di costruzioni in calcestruzzo a proiezione, egli crea involucri di edifici che racchiudono il massimo volume nel minimo spazio, costituendo così una forma ideale di risparmio energetico. Le strutture rifiutano gli angoli retti e superano, con la molteplicità dello spazio, la monotonia delle tradizionali e normali costruzioni. Esse ricordano le forme organiche di Antoni Gaudí e le strutture dello stile liberty.